# Taraxacum kraettlii
Taraxacum kraettlii, vrsta maslačka raširenog po zapadnoj i Srednjoj Europi (Francuska, Švicarska, Austrija). Pripada sekciji Borealia.